# 山中峠
山中峠（やまなかとうげ）は、福井県道207号今庄杉津線上にあり、福井県敦賀市と福井県南条郡南越前町の境に跨る峠である。標高は389m。

## 概要
山中峠は古くから国境の峠として認識されており、現在でも木ノ芽峠、栃ノ木峠と共に福井県に於ける嶺南、嶺北を隔てている。
古代には官道の北陸道が山中峠を通っていたが、天長7年（830年）に距離の短い木ノ芽峠の道が開通したことにより北陸道はそちらに移った。
北陸本線を敦賀より先に延伸する際、山中峠を含む山道を12箇所のトンネル、4箇所のスイッチバックで越えるルートが選ばれ、1896年に開通した。1962年、北陸トンネルを通るルートが開通し、廃線跡は福井県道207号となった。
線路跡を再利用した道路であり、狭路の連続する路線であるが、この山中峠附近が福井県道207号の最大の難所といえる。但し実際に峠を越えるわけでは無く、峠の下に山中トンネルを貫通させることにより通行が可能になった。但しこのトンネルに至るまでには狭路や対向困難なトンネルが続く。敦賀市側に広域基幹林道栃木山中線が交差しており、この道を辿れば本来の山中峠に至ることができる。

## 道路状況
上記した通り、あまり整備の行き届いていない道である。但しこれは敦賀市側に限ってのことであり、南越前側は車2台分以上の幅の道が確保されているので安全に通行できる。又、山中トンネルも元は線路が走っていたトンネルである為、片側通行ではあるが非常に狭く照明も少ない。

## 峠附近からの接続道路
- 国道8号（県道207号終点）